# Hille landskommun
Hille landskommun var en tidigare kommun i Gävleborgs län. Kommunkod 1952-1968 var 2110.

## Administrativ historik
Hille landskommun inrättades den 1 januari 1863 i Hille socken i Gästrikland  när 1862 års kommunalförordningar trädde i kraft. 
Kommunen påverkades inte av kommunreformen 1952 och förblev oförändrad fram till år 1969 då den uppgick i Gävle stad. Sedan 1971 tillhör området den nya Gävle kommun.

### Kyrklig tillhörighet
I kyrkligt hänseende tillhörde kommunen Hille församling.

## Kommunvapnet
Blasonering: I fält av silver en blå bystbild av en kvinna med utslaget, vid tinningarna med band av guld sammanhållet hår och ett utmed halsen nedhängande pärlband likaledes av guld. Det föreställer Hilleborg, som enligt en helgonlegend ska ha byggt traktens första kyrka och gett namn till socknen.
Detta vapen komponerades av Hans Schlyter och fastställdes av Kungl. Maj:t den 18 december 1964.

## Geografi
Hille landskommun omfattade den 1 januari 1952 en areal av 256,19 km², varav 245,19 km² land. Efter nymätningar och arealberäkningar färdiga den 1 januari 1958 omfattade landskommunen den 1 januari 1961 en areal av 255,61 km², varav 245,00 km² land.

### Tätorter i kommunen 1960
| Tätort         | Folkmängd |
| -------------- | --------- |
| Gävle, del ava | 1 898     |
| Åbyggeby       | 312       |

Tätortsgraden i kommunen var den 1 november 1960 57,7 procent.

## Politik

### Mandatfördelning i valen 1938-1966
| 15 |  | 4 | 5 |

| 25 |

| 15 | 5 | 5 |

| 25 |

| 4 | 12 | 5 | 4 |

| 23 |

| 2 | 13 | 4 | 6 |

| 22 |

|  | 11 | 6 | 3 | 4 |

| 22 |

|  | 13 | 3 | 3 | 3 | 2 |

| 22 |

|  | 13 | 3 | 3 | 3 | 2 |

| 23 |

| 2 | 11 | 3 | 3 | 4 | 2 |

| 23 |

### Fotnoter
1. ↑  Per Andersson: Sveriges kommunindelning 1863-1993, Draking, Mjölby 1993, ISBN 91-87784-05-X, s. 87
2. ↑  ”Svenska Heraldiska Föreningens vapendatabas”. Arkiverad från originalet den 18 oktober 2012. https://web.archive.org/web/20121018011750/http://databas.heraldik.se/index.php. Läst 6 januari 2011.
3. 1 2  Ulf Ivar Nilsson (23 mars 2008). ”Sveriges sexigaste kommunvapen”. Arbetarbladet. https://www.arbetarbladet.se/2008-03-23/sveriges-sexigaste-kommunvapen.
4. ↑   (PDF) Folkräkningen den 31 december 1950, I, Areal och folkmängd inom särskilda förvaltningsområden m.m., Tätorter. Stockholm: Statistiska centralbyrån. 1952-05-19. sid. 104. Arkiverad från originalet den 1 oktober 2014. https://www.webcitation.org/6T09ZkyrB?url=http://www.scb.se/Grupp/Hitta_statistik/Historisk_statistik/_Dokument/SOS/Folkrakningen_1950_1.pdf. Läst 9 oktober 2014 Arkiverad 29 oktober 2013 hämtat från the Wayback Machine.
5. ↑   ( PDF) Folkräkningen den 1 november 1960, I, Folkmängd inom kommuner och församlingar efter kön, ålder, civilstånd m.m.. Stockholm: Statistiska centralbyrån. 1961. sid. 53 & 203. Arkiverad från originalet den 15 juli 2015. https://www.webcitation.org/6a1zkRbkC?url=http://www.scb.se/Grupp/Hitta_statistik/Historisk_statistik/_Dokument/SOS/Folkrakningen_1960_01.pdf. Läst 16 november 2017 Arkiverad 14 oktober 2013 hämtat från the Wayback Machine.
6. ↑   ( PDF) Folkräkningen den 1 november 1960, II, Folkmängd inom tätorter efter kön, ålder och civilstånd.. Stockholm: Statistiska centralbyrån. 1961. sid. 26. Arkiverad från originalet den 29 juni 2015. https://www.webcitation.org/6ZeEB9Ija?url=http://www.scb.se/Grupp/Hitta_statistik/Historisk_statistik/_Dokument/SOS/Folkrakningen_1960_02.pdf. Läst 16 november 2017 Arkiverad 24 september 2015 hämtat från the Wayback Machine.